# Pierre-Henri Menthéour
Pour les articles homonymes, voir Menthéour.
Pierre-Henri Menthéour est un coureur cycliste français, né le 9 mai 1960 à Alger en Algérie et mort le 13 avril 2014 dans le 15e arrondissement de Paris après une longue maladie.

## Biographie
Il devient professionnel en 1981 et le reste jusqu'en 1986. Il a été l'un des coéquipiers de Joop Zoetemelk et de Laurent Fignon.
Son frère Erwann est également coureur cycliste professionnel de 1995 à 1997.
Passé professionnel dans l'Équipe cycliste Coop-Mercier-Mavic en 1982, il rate une victoire de prestige lors du Tour de France face à Pascal Simon quand il déchausse lors du sprint à Orcières-Merlette.
Sa saison 1983 est compliquée en raison de soucis de genou. Il est engagé dans l'Équipe cycliste Renault en 1984 où il remporte le Tour de l'Aude et une étape du Tour de France à Rodez.
Après avoir établi un nouveau record de l'heure de France à l'âge de 36 ans alors qu'il est redevenu amateur, il avoue s’être dopé et rendra son titre. Il meurt d'un cancer en 2014 à l'âge de 53 ans.

## Reconversion
Pierre-Henri Menthéour a mené une carrière de cameraman notamment pour Eurosport et fut envoyé spécial en Afghanistan pour Envoyé spécial au mois de mars 2008. Il a remporté le prix Jean-Louis Calderon du Festival international du journalisme d'Angers, en 2009.

## Palmarès et résultats

### Palmarès sur route
| - Amateur - 1975-1980 : 52 victoires - 1977 - Champion de France du contre-la-montre par équipes juniors - 1979 - 3e de Manche-Atlantique - 3e de Redon-Redon - 1980 - Flèche finistérienne - Boucles de la Cornouaille - 1 étape du Tour d'Ille-et-Vilaine - 1 étape du Tour de La Réunion - 4e étape de l'Essor breton - 1 étape du Tour de Seine-et-Marne - 2e du Tour de Seine-et-Marne - 3e du championnat de France des militaires sur route - 1981 - 2e du Grand Prix de Rennes - 2e de la Ronde finistèrienne - 3e du Grand Prix de Mauléon-Moulins - 3e du Tour du Limousin - 1982 - 3e de La Marseillaise - 3e du Grand Prix de Monaco - 1983 - 9e étape du Tour de l'Avenir - 2e de la Route du Berry - 1984 - 1re étape du Tour d'Italie (contre-la-montre par équipes) - Tour de l'Aude : - Classement général - 2e étape - 3e (contre-la-montre par équipes) et 13e étapes du Tour de France | - 1988 - 2e du Tour de Tarragone - 3e des Boucles de la Mayenne - 1989 - Paris-Vierzon : - Classement général - 1re étape - 1990 - 2e de Paris-Montargis - 1991 - Classement général du Tour des Landes - 1992 - Tour du Finistère - 1993 - Grand Prix Gilbert-Bousquet - 5e étape de l'Essor breton - Flèche finistérienne - 1994 - 1re étape de l'Essor breton - 2e de l'Essor breton - 1995 - 2e et 3e étapes du Tour des Landes - Élan breton - 2e du Duo normand (avec François Urien) - 1996 - Circuit du Morbihan - 2e du Tour d'Ille-et-Vilaine - 2e du Trio normand |  |

### Résultats sur les grands tours

#### Tour de France
2 participations
- 1982 : 51e
- 1984 : 55e, vainqueur des 3e (contre-la-montre par équipes) et 13e étapes

#### Tour d'Italie
1 participation
- 1984 : abandon (18e étape), vainqueur de la 1re étape (contre-la-montre par équipes)

#### Tour d'Espagne
1 participation
- 1981 : 53e

### Palmarès sur piste

#### Championnats de France
- 1978
  - 2e de la poursuite juniors
- 1982
  - 2e de la poursuite